# Eiskunstlauf-Europameisterschaften 1967
Die 59. Eiskunstlauf-Europameisterschaften fanden 1967 in Ljubljana statt.

## Ergebnisse

### Herren
| Platz | Sportler              | Land                   |
| ----- | --------------------- | ---------------------- |
| 1     | Emmerich Danzer       | Österreich             |
| 2     | Wolfgang Schwarz      | Österreich             |
| 3     | Ondrej Nepela         | Tschechoslowakei       |
| 4     | Patrick Péra          | Frankreich             |
| 5     | Sergei Tschetweruchin | Sowjetunion            |
| 6     | Robert Dureville      | Frankreich             |
| 7     | Günter Zöller         | DDR                    |
| 8     | Peter Krick           | BR Deutschland         |
| 9     | Philippe Pélissier    | Frankreich             |
| 10    | Marian Filc           | Tschechoslowakei       |
| 11    | Günter Anderl         | Österreich             |
| 12    | Jenő Ébert            | Ungarn                 |
| 13    | Michael Williams      | Vereinigtes Königreich |
| 14    | Jürgen Eberwein       | BR Deutschland         |
| 15    | Josef Tuma            | Tschechoslowakei       |
| 16    | Zdzisław Pieńkowski   | Polen                  |
| 17    | Daniel Höner          | Schweiz                |
| 18    | Reinhard Mirmseker    | DDR                    |
| 19    | Tony Berntler         | Schweden               |
| 20    | Arne Hoffmann         | Dänemark               |

### Damen
| Platz | Sportlerin            | Land                   |
| ----- | --------------------- | ---------------------- |
| 1     | Gabriele Seyfert      | DDR                    |
| 2     | Hana Mašková          | Tschechoslowakei       |
| 3     | Zsuzsa Almássy        | Ungarn                 |
| 4     | Sally-Anne Stapleford | Vereinigtes Königreich |
| 5     | Beatrix Schuba        | Österreich             |
| 6     | Monika Feldmann       | BR Deutschland         |
| 7     | Elisabeth Mikula      | Österreich             |
| 8     | Jelena Schtscheglowa  | Sowjetunion            |
| 9     | Petra Ruhrmann        | BR Deutschland         |
| 10    | Beate Richter         | DDR                    |
| 11    | Zsuzsa Szentmiklóssy  | Ungarn                 |
| 12    | Sylvaine Duban        | Frankreich             |
| 13    | Linda Davis           | Vereinigtes Königreich |
| 14    | Martina Clausner      | DDR                    |
| 15    | Rita Trapanese        | Italien                |
| 16    | Marie Víchová         | Tschechoslowakei       |
| 17    | Micheline Joubert     | Frankreich             |
| 18    | Eva Casparcová        | Tschechoslowakei       |
| 19    | Britt Elfving         | Schweden               |
| 20    | Pia Zürcher           | Schweiz                |
| 21    | Barbara Warminska     | Polen                  |
| 22    | Jette Vad             | Dänemark               |
| 23    | Katjuša Derenda       | Jugoslawien            |
| 24    | Elena Mois            | Rumänien               |

### Paare
| Platz | Sportler                                  | Land                   |
| ----- | ----------------------------------------- | ---------------------- |
| 1     | Ljudmila Beloussowa / Oleg Protopopow     | Sowjetunion            |
| 2     | Margot Glockshuber / Wolfgang Danne       | BR Deutschland         |
| 3     | Heidemarie Steiner / Heinz-Ulrich Walther | DDR                    |
| 4     | Gudrun Hauss / Walter Häfner              | BR Deutschland         |
| 5     | Tatiana Sharanova / Anatoli Evdokimov     | Sowjetunion            |
| 6     | Tamara Moskwina / Alexei Mischin          | Sowjetunion            |
| 7     | Brigitte Weise / Michael Brychcy          | DDR                    |
| 8     | Janina Poremska / Piotr Sczypa            | Polen                  |
| 9     | Bohunka Weise / Jan Sramek                | Tschechoslowakei       |
| 10    | Monique Mathys / Yves Aellig              | Schweiz                |
| 11    | Marianne Streifler / Herbert Wiesinger    | BR Deutschland         |
| 12    | Irene Müller / Hans-Georg Dallmer         | DDR                    |
| 13    | Evelyne Schneider / Wilhelm Bietak        | Österreich             |
| 14    | Mona Szabo / Pierre Szabo                 | Schweiz                |
| 15    | Linda Bernard / Raymond Wilson            | Vereinigtes Königreich |
| 16    | Anci Dolenc / Mitja Sketa                 | Jugoslawien            |
| 17    | Annikken Støa / Erik Grunert              | Norwegen               |

### Eistanz
| Platz | Sportler                                 | Land                   |
| ----- | ---------------------------------------- | ---------------------- |
| 1     | Diane Towler / Bernard Ford              | Vereinigtes Königreich |
| 2     | Yvonne Suddick / Malcolm Cannon          | Vereinigtes Königreich |
| 3     | Brigitte Martin / Francis Gamichon       | Frankreich             |
| 4     | Janet Sawbridge / Jon Lane               | Vereinigtes Königreich |
| 5     | Gabriele Matysik / Rudi Matysik          | BR Deutschland         |
| 6     | Jitka Babická / Jaromír Holan            | Tschechoslowakei       |
| 7     | Annerose Baier / Eberhard Rüger          | DDR                    |
| 8     | Irina Grischkowa / Wiktor Ryschkin       | Sowjetunion            |
| 9     | Edith Mato / Károly Csanádi              | Ungarn                 |
| 10    | Ljudmila Pachomowa / Alexander Gorschkow | Sowjetunion            |
| 11    | Dana Novotná / Jaroslav Hainz            | Tschechoslowakei       |
| 12    | Milena Tůmová / Josef Pešek              | Tschechoslowakei       |
| 13    | Heidi Metzger / Herbert Rothkappl        | Österreich             |
| 14    | Susanna Carpani / Sergio Pirelli         | Italien                |
| 15    | Ilona Berecz / István Sugár              | Ungarn                 |
| 16    | Norma Allwelt / Michael Schmidt          | DDR                    |
| 17    | Truus Gerardts / Ronald du Burck         | Niederlande            |
| 18    | Angelika Trojahn / Joachim Metz          | BR Deutschland         |